# Santuario de San Pedro Regalado
El Santuario de San Pedro Regalado, cuyo nombre original es monasterio Domus Dei, es un cenobio dedicado a San Pedro Regalado, situado en la localidad de La Aguilera (Burgos). Tiene su origen en el siglo XIV, en una ermita erigida cerca del pueblo. Hacia 1404 se establecieron en ella el franciscano fray Pedro de Villacreces y otros compañeros suyos. Actualmente es la casa matriz de la congregación femenina Iesu Communio. 

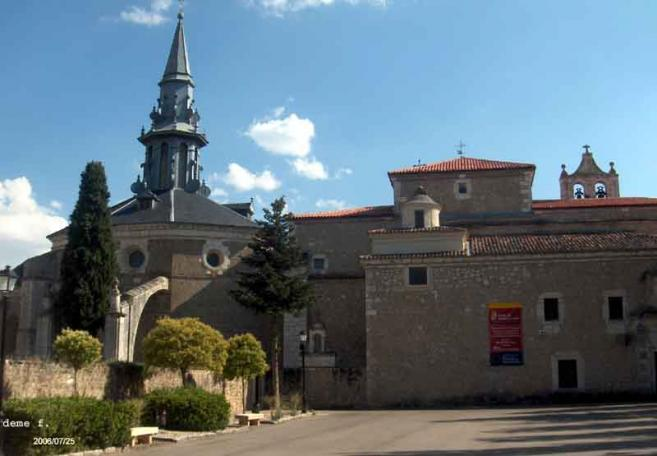
Santuario de San Pedro Regalado, situado a las afueras de La Aguilera

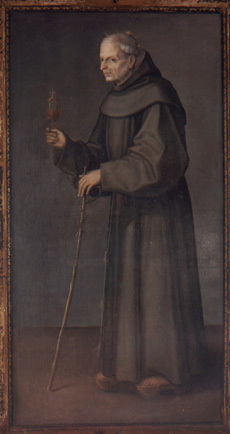
Retrato de Fray Pedro de Villacreces, Santuario de San Pedro Regalado

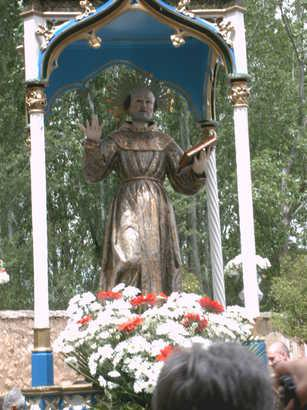
Procesión de San Pedro Regalado, en la romería de La Aguilera

## Historia franciscana
Cuando en 1422 fallece fray Pedro de Villacreces en Peñafiel, Pedro Regalado es puesto al frente de los conventos reformados de la estricta observancia de La Aguilera (Domus Dei) y El Abrojo (Scala Coeli). Su fama de santidad creció rápidamente (se le atribuyeron, por ejemplo, episodios de bilocación) y se extendió, incluso después de muerto, entre el pueblo y las clases poderosas. La reina Isabel la Católica visitó su tumba en el Santuario de la Aguilera, y encargó a Doña Mencía de Mendoza erigir el sepulcro del santo. Durante la ocupación francesa fue destruido y sólo se conservan la estatua yacente y algunos relieves. A San Pedro Regalado se le atribuyeron muchos milagros en vida y después de muerto. Fue canonizado en 1746 por el papa Benedicto XIV.
En septiembre de 1517 el monasterio acogió en una de sus celdas al cardenal Cisneros. Este había establecido poco antes la Corte de la Regencia en Aranda de Duero, a la espera de entrevistarse con el heredero de la corona. A mediados de octubre inició el viaje para encontrarse con el monarca pero falleció en la villa de Roa, el 8 de noviembre de 1517, sin haber podido cumplir su objetivo.
En 1535, en Tordómar, el cardenal López de Mendoza hizo testamento, indicando que se le enterrase provisionalmente en el monasterio de La Aguilera hasta que estuviese preparada su tumba definitiva en el convento de Santa María de la Vid. Habiendo fallecido en 1539, su cuerpo permaneció en La Aguilera hasta el 21 de octubre de 1579.

### Iglesia original del santuario
Se añaden a la nave central de la iglesia original del santuario, dedicada a la Anunciación de María:
- La capilla de la Gloria, donde están enterrados Don Juan de Zúñiga y su esposa, y se encuentra el bulto yacente de San Pedro Regalado que culminaba el sepulcro original.
- La capilla de San Pedro Regalado, de forma octogonal ovalada, con arbotantes y una destacada linterna terminada en chapitel. La construcción de esta capilla contó con la protección económica de Don Isidro de Zúñiga, sexto Duque de Peñaranda.
- El camarín de planta poligonal con arbotantes, tras el retablo de San Pedro Regalado. En el centro del mismo hay un túmulo funerario que contiene la cenizas del santo y fue realizado en 1910 aprovechando los relieves góticos de la tumba original.

Con fecha de 21 de febrero de 2017 (BOE de 16 de marzo de 2017), se ha incoado procedimiento para la declaración de la colección de sargas, sobre la vida de San Pedro Regalado, de la iglesia del convento de La Aguilera como Bien de Interés Cultural (BIC).

## Clarisas
En 2004 los franciscanos cedieron por 30 años el uso del monasterio a las clarisas de Lerma, concretamente a la comunidad instalada en La Aguilera que dependía de la abadesa del Monasterio de la Ascensión de Nuestro Señor (Lerma).

## Congregación Iesu Communio
Posteriormente, la comunidad de clarisas adquirió el monasterio y el 8 de diciembre de 2010 fue aprobado por la Santa Sede el nuevo instituto religioso denominado Iesu Communio, confirmando como superiora general de las antiguas clarisas de Lerma y La Aguilera a Sor Verónica.
El nuncio Renzo Fratini y el cardenal Rouco Varela acompañaron al arzobispo de Burgos en la celebración eucarística que tuvo lugar el 12 de febrero de 2011 en la Catedral de Burgos, cuando las 186 religiosas se adhirieron formalmente al nuevo instituto.
El convento ha sido distinguido con la visita de uno de los predicadores del Papa, el fraile capuchino Raniero Cantalamessa.

### Nuevos edificios
Alrededor del antiguo monasterio franciscano, Iesu Communio ha añadido nuevas construcciones, todas ellas singulares:
- Una iglesia, diseñada por el arquitecto Jaime Juárez Huertas, para uso diario de la comunidad.[16][17]
- Un gran edificio circular con celdas para las religiosas.
- Hospedería.[18]
- Locutorios[19] y otras dependencias conventuales.

## Culto
En la iglesia nueva:
- Lunes a viernes: misa a las 8:00 horas.
- Sábados, domingos y festivos: misa a las 19:00 horas.

## Romería
Los días 13 de mayo se celebra en sus inmediaciones una romería popular en honor de San Pedro Regalado, patrón de La Aguilera (Burgos) y de Valladolid.